# Andrea Pilotti
Andrea Pilotti (Monza, 18 aprile 1980) è un cestista italiano.

## Carriera
È un'ala piccola di 196 centimetri, cresciuto cestisticamente nell'ASL Lesmo (società di Lesmo, comune prima in provincia di Milano, ora in provincia di Monza e Brianza). Con la maggiore età si trasferisce all'Olimpia Milano. Tra il 1999 e il 2002 fa parte dell'organico della Mens Sana Siena, ma viene ceduto in prestito al Patavium Padova in Serie B.
In seguito veste le canotte di formazioni di Legadue e Serie B d'Eccellenza, tra le quali quella di Montecatini (2002-03), Veroli (2003-04), Upea Capo D'Orlando (2004-2005), Banco Sardegna Sassari (2005-06) e Omegna (2006-07).
Per la stagione 2007-08 viene ingaggiato da Latina, squadra di Serie A Dilettanti, dove resta anche l'anno successivo contribuendo alla vittoria del campionato con conseguente promozione in Legadue.
Disputa la Serie A Dilettanti FIP 2009-2010 con la squadra di Ostuni, raggiungendo il secondo posto in Regular Season ma uscendo al primo turno dei playoffs contro la Virtus Siena. Nella stagione 2010/2011 gioca sempre in A Dilettanti con il Ruvo di Puglia Basket.
Ha disputato la stagione 2011-12 con la maglia dell'Olimpia Basket Matera. Passa poi alla neopromossa Pallacanestro Primavera.
Nella stagione 2013-14 si trasferisce al Basket Latina, dove disputa la Divisione Nazionale B con la squadra pontina ricoprendo il ruolo di capitano.

## Palmarès
- Coppa Saporta: 1
 Mens Sana Siena: 2001-02
- Coppa Italia di Legadue: 1
 Orlandina: 2005